# イーアル!キョンシー feat.好好!キョンシーガール/Brave
| 専門評論家によるレビュー            | 専門評論家によるレビュー |
| レビュー・スコア                    | レビュー・スコア         |
| 出典                                | 評価                     |
| ----------------------------------- | ------------------------ |
| 『Rolling Stone Japan』（南波一海） | [ 1 ]                    |

「イーアル!キョンシー feat.好好!キョンシーガール/Brave」（イーアル!キョンシー フィーチャリング ハオハオ!キョンシーガール/ブレイブ）は、9nineの11枚目のシングル。2012年11月14日にSME Recordsから発売された。

## 概要
前作「流星のくちづけ」以来5か月振りの2012年第3弾・2か月連続シングル第1弾。9nine初の両A面シングル。「Cross Over」から7作連続でタイトル曲はタイアップ付き。前作に続き連ドラ主題歌の「イーアル!キョンシー feat.好好!キョンシーガール」はテレビ東京深夜ドラマ『好好!キョンシーガール〜東京電視台戦記〜』主題歌。「Brave」は同ドラマの挿入歌。「Brave」を主体に置いた『初回生産限定盤A』『通常盤1』、「イーアル!キョンシー feat.好好!キョンシーガール」を主体に置いた『初回生産限定盤B』『通常盤2』の4形態で発売された。チャート成績では、「シングル3作連続での週間チャートTOP10入り」は逃したものの、デイリーチャートは最高位4位と自己最高記録を更新した。

## 収録曲
初回限定生産盤A
1. Brave [4:14]
作詞：市川喜康 / 作曲：加藤裕介 / 編曲：鈴木雅也
ドラマ中の“主演”川島海荷が何かを決意したり、運命的な事実を知るシーン、またキョンシーとの格闘シーンで使われるため、9nineには珍しく少しシリアスな曲調になっている。「どんな困難にも仲間を信じて友情の力を持ってすれば、打ち勝てる、乗り込えられる！」ということを表現した曲。
2. イーアル!キョンシー feat.好好!キョンシーガール
3. イーアル!キョンシー feat.好好!キョンシーガール（AKAKAGE's Skankin' Breaks） [3:50]
4. Brave（Instrumental）
5. イーアル!キョンシー feat.好好!キョンシーガール（Instrumental）

初回限定生産盤B
1. イーアル!キョンシー feat.好好!キョンシーガール [3:37]
作詞：酒井健作、濱谷晃一 / 作曲：岩崎太整 / 編曲：高野政所a.k.a DJ JET BARON
インドネシア発祥の高速ダンスミュージック『Funkot』をベースに、キョンシーブームの起こった1980年代のテレビゲームを彷彿とさせるメロディやアタックがふんだんに盛り込まれている。また歌詞には、「お札を貼る」「息を止める」等のキョンシーに遭遇したときのマニュアルを盛り込んだ数え歌スタイルになっている。日本初のファンコットオリジナル曲。
2. Brave
3. イーアル!キョンシー Ver.FUNKOT ASLI（REMIXED by DJ JET BARON） [7:20]
4. イーアル!キョンシー feat.好好!キョンシーガール（Instrumental）
5. Brave（Instrumental）

通常盤1
1. Brave
2. イーアル!キョンシー feat.好好!キョンシーガール
3. Brave（Instrumental）
4. イーアル!キョンシー feat.好好!キョンシーガール（Instrumental）

通常盤2
1. イーアル!キョンシー feat.好好!キョンシーガール
2. Brave
3. イーアル!キョンシー feat.好好!キョンシーガール（Instrumental）
4. Brave（Instrumental）

## 初回特典
- DVD
  1. 初回生産限定盤A
    1. 「Brave」Music Video
      - 監督：福居英晃 / 振付：ただこ

    2. 「Brave」Music Video Making
    3. 「Brave」Dance Shot ver.

  2. 初回生産限定盤B
    1. 「イーアル!キョンシー feat.好好!キョンシーガール」Music Video
      - 監督：上田大樹 / 振付：振付稼業air:man

    2. 「イーアル!キョンシー feat.好好!キョンシーガール」Music Video Making
    3. 「イーアル!キョンシー feat.好好!キョンシーガール」Dance Shot ver.
- お札（各種共通）
- トレカ（全12種・各種共通）

## タイアップ
| 曲名                                           | タイアップ |
| ---------------------------------------------- | --- |
| イーアル!キョンシー feat.好好!キョンシーガール | テレビ東京深夜ドラマ『好好!キョンシーガール〜東京電視台戦記〜』主題歌 テレビ東京系「ピラメキーノ」2012年10・11月度エンディングテーマ |
| Brave                                          | テレビ東京深夜ドラマ『好好!キョンシーガール〜東京電視台戦記〜』挿入歌                                                                |